# Ovolo (architettura)
L'ovolo è una modanatura liscia utilizzata nella decorazione architettonica greco-romana.

Sezione di modanatura ad ovolo

Ha profilo a quarto di cerchio convesso (la corrispondente modanatura concava è il cavetto e ha la funzione di mediare il passaggio tra due superfici ortogonali tra loro), da solo o insieme ad una successione di altre modanature.
Può essere lasciato liscio ("ovolo liscio") oppure essere intagliato per realizzare una modanatura decorata. Questa di solito è costituita da un kyma ionico. 
L'echino di un capitello ionico ha un profilo ad ovolo sul quale viene solitamente scolpito il kyma ionico.